# Prix Ariane de Rothschild
Le prix Ariane de Rothschild, consacré à l’art contemporain, a été créé en 2003. L'exposition se tient à Lisbonne ou à Bruxelles. Le prix porte essentiellement sur la peinture, mais aux côtés d’œuvres assimilées aux formes traditionnelles de la peinture, le concours accepte les travaux dont le thème, la technique ou le genre peuvent inclure la photographie, la sculpture et la vidéo.
Un jury choisi les artistes en fonction de l’originalité de leurs œuvres, de leur mérite artistique et de tout autre critère jugé pertinent par le jury. 
Le prix se démarque d’autres concours en ce qu’il n’offre pas de récompenses pécuniaires, mais une formation de six mois, tous frais payés, à la Slade School of Fine Art à Londres.

## Lauréats
2008
- Premier prix : Mekhitar Garabedian[1]
- Artistes nommés : Stephan Balleux, Charlotte Beaudry, Jean-Baptiste Bernadet, Sofia Boubolis, Mekhitar Garabedian, Adam Leech, Annick Lizein, Jean-Luc Moerman, David Neirings, Benoit Platéus, Fabrice Samyn, Ante Timmermans, Leon Vranken, Freek Wambacq

2007
- Distinction spéciale : Tiago Margaça, Sem Título (Untitled)
- Premier prix : Susana Mendes Silva, Phantasia
- Deuxième prix : José Baptista Marques, Sem Título (Untitled)
- Troisième prix : David Rosado, Urban Talk in a Fundamental Relation

2005
- Premier prix : Manuel Caeiro, The Last Room# 2
- Deuxième prix : Paula Sousa Cardoso, Everyday Lifestyle, Everyday Still Life
- Troisième prix : Carla Cabanas, Lagoa
- Quatrième prix : Ricardo Frutuoso, Os eternos fitavam-lhe os imensos bosques (Le regard immortel sur les bois immenses)
- Cinquième prix (à égalité) : Pedro Barateiro, Monumento (Monument) / Jorge Nesbitt, Sem Título (Untitled)

2003
- Premier prix (à égalité) : Bárbara Assis Pacheco, Sem Título (Untitled) / José António Almeida Pereira, Looks Up When hear a plane pass by or when bird shit falls on the forehead
- Troisième prix : João Vilhena, Bathtub #211
- Première mention honorable (à égalité) : João Eduardo de Vilhena, A mala matriz (Le cas Matrix) / José Eduardo Baptista Marques, Screen Saver

## Jury en 2008
- Baronne Ariane de Rothschild
- John Aiken (Slade School of Fine Art, London)
- Marc Moles Le Bailly (Banque Privée Edmond de Rothschild Europe)
- Adam Budak (Manifesta 7 & Kunsthaus Graz)
- Philippe Van Cauteren (S.M.A.K., Gand)
- Laura Hoptman (New Museum, New York)
- Anne Pontégnie (Wiels, Bruxelles)